# Rick Houenipwela
Rick Houenipwela (ur. 8 sierpnia 1958) – polityk Wysp Salomona.
Rozpoczął karierę polityczną jako członek  parlamentu w  wyborach w 2010. Objął funkcję  ministra finansów w dniu 21 listopada 2011 r., Krótko po tym, jak został powołany na ministra robót publicznych w 2011 r.
W listopadzie 2017  został wybrany premierem na miejsce  Manasseh Sogavare, który musiał podać się do dymisji po negatywnym wyniku głosowania w sprawie wotum zaufania dla jego rządu. Funkcje pełnił do 24 kwietnia 2019.